# Cao Đăng Hưng
Cao Đăng Hưng (sinh 1966) là một tướng lĩnh của lực lượng Công an nhân dân Việt Nam với quân hàm Thiếu tướng. Ông hiện giữ chức vụ Phó Chánh văn phòng Bộ Công an (Việt Nam), nguyên là Phó  Giám đốc Công an Thành phố Hồ Chí Minh, nguyên là Phó Cục trưởng Cục quản trị, Tổng cục Hậu cần – Kỹ thuật, Bộ Công an (Việt Nam).

## Xuất thân và giáo dục
Thiếu tướng Cao Đăng Hưng sinh năm 1966. Ông quê tại huyện Cai Lậy, tỉnh Tiền Giang. Ông là con trai của Thượng tướng, Thứ trưởng Bộ Nội vụ Cao Đăng Chiếm.

## Sự nghiệp
Cao Đăng Hưng là đảng viên Đảng Cộng sản Việt Nam.
Trước tháng 7 năm 2018, ông là Phó Cục trưởng Cục quản trị, Tổng cục Hậu cần - Kỹ thuật.
Từ 20/8/2018, ông Cao Đăng Hưng được Bộ trưởng Bộ Công an bổ nhiệm làm Phó Giám đốc Công an TP.HCM.
Ngày 1 tháng 9 năm 2019, ông được Chủ tịch nước Cộng hòa xã hội chủ nghĩa Việt Nam Nguyễn Phú Trọng phong quân hàm Thiếu tướng Công an nhân dân Việt Nam.
Ngày 17 tháng 3 năm 2022, ông được Bộ trưởng Đại tướng Tô Lâm chỉ định làm Phó Chánh Văn Phòng Bộ Công an (Việt Nam).

## Lịch sử thụ phong quân hàm
| Năm thụ phong | –      | 2019        |
| ------------- | ------ | ----------- |
| Quân hàm      |        |             |
| Cấp bậc       | Đại tá | Thiếu tướng |